# Romanshorn
Romanshorn es una comuna suiza del cantón de Turgovia, situada en el distrito de Arbon. Limita al noroeste con la comuna de Uttwil, al norte y al este con Friedrichshafen (DE-BY), al sur con Salmsach, y al oeste con Hefenhofen.

## Transportes
Ferrocarril
La ciudad cuenta con una estación ferroviaria que es el inicio de varias rutas de largo recorrido y parada de líneas de cercanías de S-Bahn San Galo.

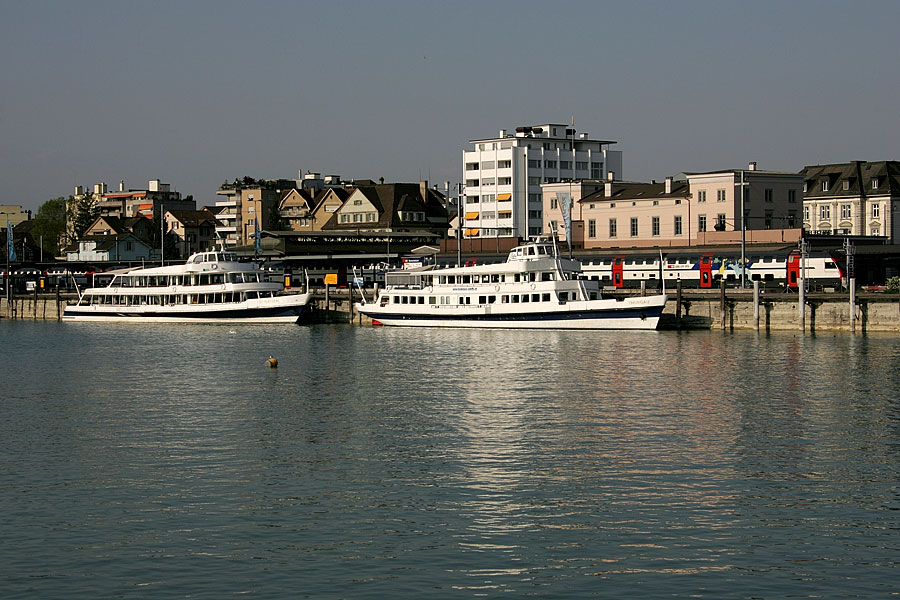
Lago de Constanza con puerto y estación de trenes, Romanshorn.